# Matic Skube
Matic Skube, slovenski alpski smučar, * 23. februar 1988, Kranj.
Skube je doma iz Škofje Loke, kjer je zaključil šolanje na Gimnaziji Škofja Loka. V sezoni 2006/07 je postal mladinski svetovni prvak v slalomu. Večkrat pa je bil tudi mladinski državni prvak ter štirikrat državni prvak v slalomu in dvakrat v veleslalomu, odlične uspehe pa je dosegel tudi na Univerziadi v Bardonecchiae in Evropskem pokalu. Udeležil se je tudi Zimskih olimpijskih iger v Vancouvru. V svetovnem pokalu je točke osvojil desetkrat, vedno v slalomu, najvišje je bil 12. v sezoni 2010/11 v Adelbodnu. 4. junija 2016 je napovedal konec kariere v starosti 28 let.